# Gabriel Adarzo de Santander
Gabriel Adarzo de Santander (Madrid, 1596 – Otranto, aprile 1674) è stato un arcivescovo cattolico spagnolo naturalizzato italiano.

## Biografia
Nato a Madrid nel 1596, intraprese ancora in gioventù la carriera ecclesiastica, entrando nell'Ordine di Santa Maria della Mercede, per il quale fu missionario in America del Sud e furono questi gli anni in cui scrisse delle famose memorie storiche, la Historia verdadera de la conquista de la Nueva España.
Trasferitosi in Italia al seguito della corte di Filippo IV di Spagna, operò largamente a Milano, ove venne ben visto dagli ambienti politici dell'epoca in quanto apertamente filo-spagnolo. Per questo motivo, il 9 marzo 1654, fu nominato vescovo di Vigevano, che all'epoca rappresentava una delle diocesi di confine del Ducato milanese e come tale una delle più delicate anche sotto l'aspetto della gestione politica del territorio.
Successivamente, il 24 settembre 1657, venne nominato arcivescovo e gli venne affidata la cura dell'arcidiocesi di Otranto, ove si trasferì e dove rimase sino alla propria morte, avvenuta nel 1674.
Dimorò a Galatina nel palazzo ducale della nobile famiglia Spinola ed emulando il vescovo di Lecce, Luigi Pappacoda fu mecenate delle arti commissionando nel 1670 la chiesa della Madonna della Luce e abbellendo e completando la facciata della chiesa matrice.

## Genealogia episcopale e successione apostolica
La genealogia episcopale è:
- Cardinale Guillaume d'Estouteville, O.S.B.Clun.
- Papa Sisto IV
- Papa Giulio II
- Cardinale Raffaele Riario
- Papa Leone X
- Papa Paolo III
- Cardinale Francesco Pisani
- Cardinale Alfonso Gesualdo
- Papa Clemente VIII
- Cardinale Pietro Aldobrandini
- Cardinale Laudivio Zacchia
- Cardinale Antonio Barberini, O.F.M.Cap.
- Cardinale Girolamo Colonna
- Arcivescovo Gabriel Adarzo de Santander, O. de M.

La successione apostolica è:
- Cardinale Pascual de Aragón-Córdoba-Cardona y Fernández de Córdoba (1666)